# ابلک
اَبَلَک‌ها (Ceratocarpus) سرده‌ای (جنسی) از گیاهان علفی است، از تیرهٔ تاج‌خروسان (Amaranthaceae) و زیرتیرهٔ اسفناجیان (Chenopodiaceae).

«ابلک» گیاهیست علفی، پهن‌برگ، بوته‌ای و یک‌ساله. ابلک شاخه‌های بسیار دارد و باد آن را به آسانی از جا برمی‌کند. ارتفاع این گیاه از پایه تا نوک بلندترین شاخه و برگش، بین ‎۵-۳۰ سانتی‌متر می‌باشد. برگهایش تسمه‌شکل و نوک‌تیز است. بهار گل می‌کند، تابستان و تیرماه تخم می‌بندد؛ در نوک تخمش دو خار دراز دارد (به بیانی دیگر، دانه‌های (تخم‌های) دو شاخ دارد). به خاطر همین ویژگی‌ها، به ابلک سرشاخی یا میوه شاخی نیز می‌گویند.

ابلک، خوراک خوبی برای گوسفند، بز، اسپ و شتر است. ابلک در دورهٔ تخم‌بندی ‎۲٫۴-۶٫۵٪ پروتئین و ‎۱٫۹-۲٪ چربی دارد.
واژهٔ «اَبَلَک» از زبان فارسی به زبان‌های ترکی آسیای میانه نیز راه یافته‌است و ایشان هم این گیاه را به شیوهٔ همسان (با تلفظ «اِبِلِک») می‌خوانند.

## گونه‌ها
ابلک پنج گونه دارد:
- ابلک ماسه‌ای (Ceratocarpus arenarius): که فراوانترین گونهٔ سردهٔ «ابلک» است و در ایران، افغانستان و توران به وفور می‌روید. arenarius به معنی «ماسه‌ای» می‌باشد[۹][۱۰][۱۱] این گونه فراخناهای ماسه‌ای را همچون فرشی ستبر و پیوسته می‌پوشاند.[۸] نام دیگر این گونه در زبان فارسیتیغ تازی است.
- ابلک دریاکناری (ساحلی) (Ceratocarpus maritimus): ‏maritimus به معنی «دریاکناری» (لب ساحل دریا) می‌باشد.[۱۱]
- Ceratocarpus salinus
- Ceratocarpus turkestanicus
- Ceratocarpus utriculosus: ‏utriculosus به معنی «آبدان‌دار (کیسه‌دار)» می‌باشد.[۱۱] میوه کوچک این گونه از ابلک، تنها یک تخم دارد.

## زیستگاه
ابلک بومی ابرقارهٔ اوراسیا است؛ از اروپا (به ویژه، اسپانیا، اتریش، مجارستان، رومانی، اوکراین) گرفته تا روسیه، آسیای صغیر، قفقاز، ایران، افغانستان، آسیای میانه، پاکستان، چین و سیبری (چه سیبری باختری و چه خاوری. همان‌گونه که دیده می‌شود، «پراکنش جغرافیایی» (Chorology)‏ این گیاه نواحی ایرانو-تورانی را به‌طور کامل در بر می‌گیرد. از
آن‌جا که ابلک گیاهی علفی است، بیشتر در زمین‌های استپی، ماسه‌ای، خشک، بایر، بیابانی، لب رودها، کنار جاده‌ها و نیز به صورت علف هرز حبوبات می‌روید.

ابلک، به ویژه گونهٔ «ابلک ماسه‌ای» (بادبر)، در بسیاری از جاهای ایران، از جمله، زنجان، تهران، اصفهان، سراسر خراسان و ... می‌روید. یکی از جاهایی که ابلک در آن فراوان یافت می‌شود، استان تهران است؛ در همه جای این استان، از اوین-درکه گرفته تا ورامین و پاکدشت. در خود پارکهای بزرگ شهر تهران _ برای نمونه پارک چیتگر _ گونهٔ بادبر یافت می‌شود.
ابلک (به ویژه گونه‌های «ماسه‌ای» و utriculosus) در تاجیکستان در ساحل رودهای ناحیه پنج (در مرز افغانستان)، سرخاب، فان و در بسیاری از نواحی دیگر از جمله شمال این کشور می‌روید.